# Comuna Vidovec, Varaždin
Vidovec este o comună în cantonul Varaždin, Croația, având o populație de 5.425 de locuitori (2011).

## Demografie
Componența etnică a comunei Vidovec
     Croați (99,59%)
     Necunoscut (0%)
     Neclasificat (0,33%)
Componența confesională a comunei Vidovec
     Catolici (98,51%)
     Necunoscută (0,65%)
     Alte religii (0,85%)
Conform recensământului din 2011, comuna Vidovec avea 5.425 de locuitori. Din punct de vedere etnic, majoritatea locuitorilor (99,59%) erau croați. Din punct de vedere confesional, majoritatea locuitorilor (98,51%) erau catolici. Pentru 0,65% din locuitori nu este cunoscută apartenența confesională.